# Perechyn
Perechyn (em ucraniano:  Перечин, em russino:  Перечин) é uma cidade da Ucrânia, situada no Oblast da Transcarpátia. Tem 7,45 km² de área e sua população em 2020 foi estimada em 6.644 habitantes.